# Medalla al Participante en la Operación Militar Especial
La Medalla al Participante en la Operación Militar Especial (en ruso: Медаль «Участнику специальной военной операции») es una condecoración oficial del Ministerio de Defensa de la Federación de Rusia. Establecida el 10 de agosto de 2022 mediante el decreto n.º 461 titulado: «Sobre el establecimiento de la medalla del Ministerio de Defensa de la Federación de Rusia al Participante en la operación militar especial», para premiar a los miembros, tanto civiles como militares, de las Fuerzas Armadas de Rusia que presten servicios en la invasión rusa de Ucrania (conocida oficialmente en Rusia como Operación Militar Especial).

## Requisitos para la concesión de la medalla
La medalla se estableció el 10 de agosto de 2022 mediante el decreto n.º 461 del Ministerio de Defensa de Rusia. De acuerdo con dicho decreto, la medalla se otorga al personal militar y civil de las Fuerzas Armadas de la Federación de Rusia por:
- Iniciativa razonable, diligencia y distinción en el servicio;
- Un servicio civil impecable y eficiente;
- Cumplimiento ejemplar de los deberes laborales;
- Ejecución directa de tareas en el área de la operación militar especial;
- Finalización exitosa de tareas que contribuyan al logro de los objetivos de la operación militar especial.

La medalla también podrá otorgarse a otros ciudadanos de Rusia que «presten asistencia para resolver las tareas de la operación militar especial».

## Descripción de la medalla
La medalla está hecha de metal plateado con partes esmaltadas en rojo, tiene forma circular con un diámetro de 32 milímetros y un borde convexo por ambos lados.
En el anverso de la medalla, en el centro, hay una imagen estilizada en relieve de elementos de la condecoración soviética de la Orden de la Estrella Roja, enmarcada por una corona de laurel, entrelazada en la parte inferior con cintas dispuestas transversalmente.
En el reverso de la medalla, en el centro de la parte superior, hay una imagen monocromática en relieve del emblema del Ministerio de Defensa de Rusia: un águila bicéfala con las alas extendidas, coronada con una corona; en la pata derecha del águila sujeta una espada, en la izquierda, una corona de roble y sobre el pecho del águila hay un escudo triangular, alargado hacia abajo, con un tallo que se eleva hasta la corona; el campo de este escudo representa a un jinete matando a un dragón con una lanza. Bajo el emblema del ministerio hay una inscripción en relieve en tres líneas, que dice: «AL PARTICIPANTE EN LA OPERACIÓN MILITAR ESPECIAL»; alrededor del círculo, hay otra inscripción en relieve, que dice: en la parte superior, «MINISTERIO DE DEFENSA» y en la parte inferior, «DE LA FEDERACIÓN RUSA».
La medalla está conectada con un ojal y un anillo a un bloque pentagonal cubierto con una cinta de muaré de seda de 24 mm de ancho. En el borde derecho de la cinta hay una franja naranja de 10 mm de ancho, bordeada por una franja negra de 2 mm de ancho, a la izquierda hay una franja roja de 12 mm de ancho, dividida en el medio por una franja gris de 4 mm de ancho.